# Bitwa pod Barem (IV 1920)

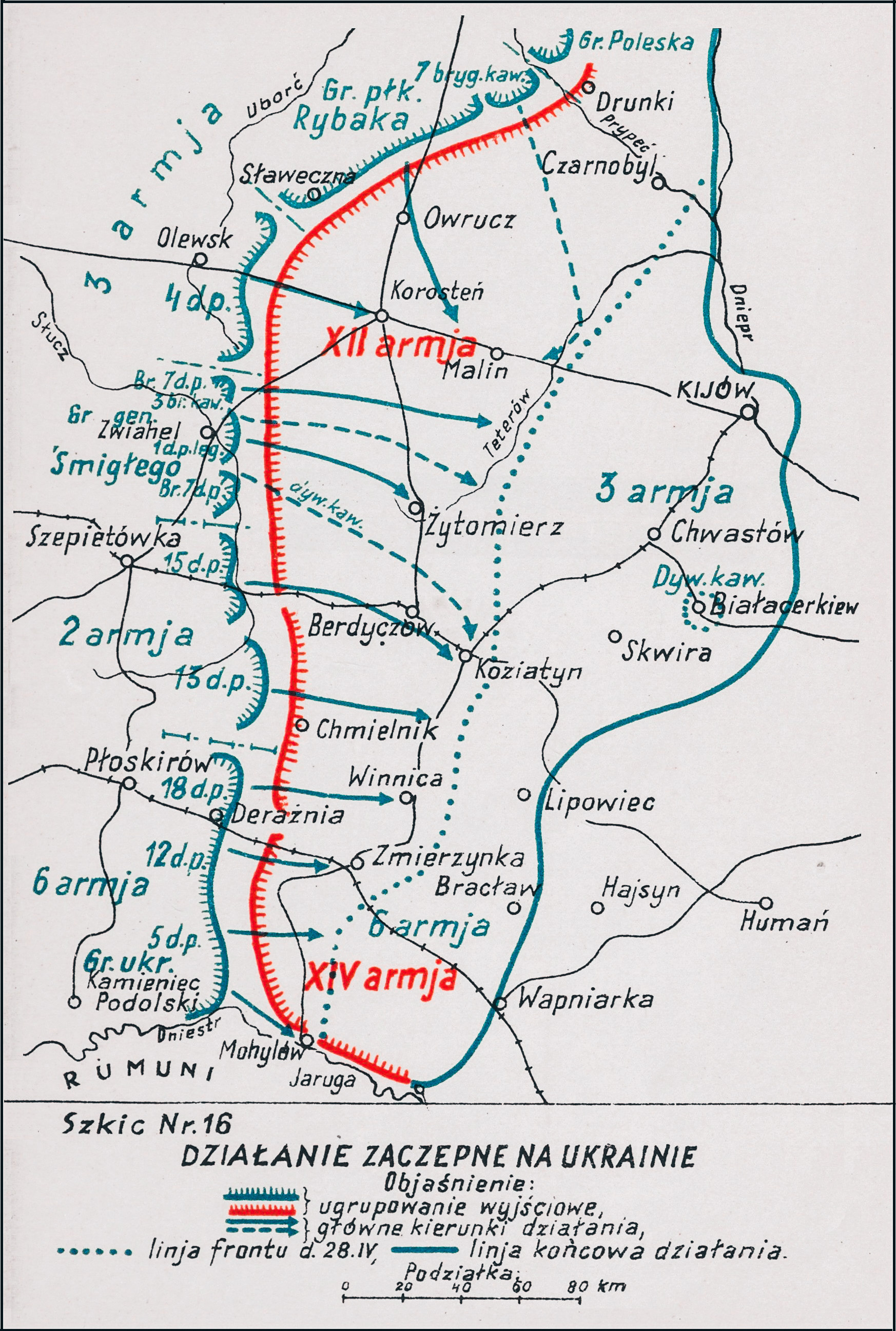
Adam Przybylski,
Wojna Polska 1918–1921

Bitwa pod Barem – walki polskiego 52 pułku piechoty kpt. Piotra Kończyca z oddziałami sowieckiej 45 Dywizji Strzelców, toczone w okresie pierwszej fazy operacji kijowskiej w czasie wojny polsko-bolszewickiej.

## Sytuacja ogólna
25 kwietnia rozpoczęła się polska ofensywa na Ukrainie. Zgrupowane na froncie od Starej Uszycy nad Dniestrem po Prypeć trzy polskie armie uderzyły na wschód. Po stronie sowieckiej broniły się sowieckie 12 Armia Siergieja Mieżeninowa i 14 Armia Ijeronima Uborewicza, posiadające w swoim składzie siedem dywizji strzelców i jedną dywizję kawalerii.
Główne uderzenie wykonywała 3 Armia marsz. Józefa Piłsudskiego. Wydzieliła ona ze swoich sił grupę operacyjną gen. Edwarda Rydza-Śmigłego, która atakując po obu stronach szosy Zwiahel - Żytomierz, na froncie szerokości 60 km parła na Kijów. Na południe od grupy operacyjnej gen. Śmigłego działała 2 Armia gen. Antoniego Listowskiego. Armia ta uderzała w ogólnym kierunku na Berdyczów i Samhorodek.
6 Armia gen. Wacława Iwaszkiewicza otrzymała zadanie rozbicia sił nieprzyjaciela zgrupowanych wzdłuż linii kolejowej Bar – Żmerynka. Na Bar maszerowała 12 Dywizja Piechoty płk. Mariana Żegoty-Januszajtisa, wzmocniona grupą płk. Leona Silickiego, w składzie 38 pułk piechoty i 4 pułk strzelców podhalańskich.

## Walki pod Barem
Rejonu Baru broniła sowiecka 45 Dywizja Strzelców posiadająca na swoich skrzydłach ukraińskie 3. i 2 Brygadę Strzelców Siczowych. Teren sprzyjał obrońcom. Do dwóch mostów na rzece przed Barem prowadziły od zachodu przez mokradła dwie drogi. Oba mosty i samo miasto obsadziła brygada strzelców, wzmocniona trzema bateriami artylerii. 
25 kwietnia 12 Dywizja piechoty przerwała front sowiecki pod Bucniami. Jednak grupa płk. Leona Silickiego została zatrzymana pod Wasiutyńcami i nie zdołała obejść Baru od północnego wschodu. Dlatego dowódca dywizji płk Marian Żegota-Januszajtis zdecydował się na atak frontalny i skierował pod Bar 52 pułk piechoty, wzmocniony III dywizjonem 12 pułku artylerii polowej.
Dowódca 52 pułku piechoty kpt. Piotr Kończyc zdecydował się na natarcie nocne. Na most zachodni miały uderzyć 6 i 8 kompania z plutonem saperów i plutonem działek piechoty, pod ogólnym dowództwem por. Jana Witowskiego, a na wschodni 5 i 7 kompania z plutonem karabinów maszynowych ppor. Tomasika, pod ogólnym dowództwem por. Dyby. 10 kompania stanowiła odwód pierwszej grupy. 27 kwietnia około 0.30, po krótkim przygotowaniu artyleryjskim, kompanie ruszyły do natarcia. 6 kompania ppor. Marcina Nawrockiego, wzmocniona saperami, podeszła do samego mostu. Osłonę ogniową swoimi karabinami maszynowymi zapewnił por. Baran. Mimo silnego oddziaływania sowieckiej broni maszynowej, most został zdobyty, ale dalszy atak okazał się niemożliwy. Celem wzmocnienia natarcia, do walki weszła 8 kompania. W wyniku krwawych i zażartych walk udało się pierwszej grupie wejść do miasta. 
W tym samym czasie 7 kompania ppor. Budryka szturmowała wschodni most, a 5 kompania usiłowała kilkakrotnie uderzyć na miasto. W tej sytuacji dowódca grupy por. Dyba nakazał ponowne przygotowanie szturmu z wykorzystaniem ognia granatów karabinowych. W walce na bagnety i granaty ręczne udało się  ostatecznie przejście przez most. Nad ranem rozpoczęto  walki uliczne. Nieprzyjaciel stawiał silny opór, a polskie kompanie walczyły o każdy dom. Walki uliczne trwały do wczesnych godzin południowych. Po południu oddziały 45 Dywizji Strzelców wycofały się z miasta.

## Bilans walk
Walki o Bar zakończyły się zwycięstwem 52 pułku piechoty. Sowiecka 45 Dywizja Strzelców zmuszona została do odwrotu, a ukraińska 3 Brygada Strzelców Siczowych poddała się. Jednak walki pod Barem i czas potrzebny na rozbrojenie strzelców siczowych opóźniły o dwa dni ofensywę 6 Armii.
Zdobyto 6 ckm-ów, składy żywności, amunicji i znaczną ilość sprzętu telefonicznego. Wzięto do niewoli kilkudziesięciu jeńców. Sukces militarny 52 pp przypłacił stratą 5 poległych i 93 rannych. Przeciwnik stracił 20 poległych i dużą liczbę rannych.